# Laminär förbränning
Laminär förbränning är förbränning som sker under laminära förhållanden. Exempel där laminär förbränning sker är: vanliga stearinljus, gasolbrännare och bunsenbrännare. Vid naturliga och industriella processer är förbränningen vanligen turbulent, men förutom intresset för att förstå tillämpningar som ovan är de också intressanta för att få bättre förståelse för de processer som sker vid förbränning, samt för att få fram värden som går att tabullera för standardförhållanden, till exempel förbränningshastighet. Därför undersöks ofta laminära förbränning vid laboratoriestudier.  Teorin för hur turbulent förbränning sker är baserad på teorin för laminär förbränning. 

## Begrepp

### Reaktionszon
Förbränning sker vanligen bara i en relativt smal zon, vanligen bara några millimeter bred. Före reaktionszonen finns en zon där huvuddelen av uppvärmning av gasen sker. Orsaken till uppvärmningen är att värmen från reaktionszonen diffunderar. Själva reaktionszonen är i sin tur uppdelad i två delar. I den första delen sker reaktionerna snabbt då de i huvudsak är mellan två molekyler. I den andra sker de långsammare då de ofta ingår tre molekyler.

### Flamhastighet (SL)
Flamhastigheten är den hastighet med vilken flamman (reaktionszonen) möter den omgivande gasen. 

## Diffusionsflamma

### Flamhastighet
Förhållandet mellan hastigheten hos det förbrukade bränslet och det oförbrända bränslet kan fås genom att ta hänsyn till att rörelsemomentet måste bevaras och är:
{\displaystyle \rho _{u}S_{L}A\equiv \rho _{u}v_{u}A\equiv \rho _{b}v_{b}A}
där {\displaystyle \rho } är densiteten, v hastigheten, A arean, indexen u och b står för hastigheten hos produkterna (burned, det oförbrukade bränslet) och bränslet (unburned, ej förbrukat bränsle).
För enkelhetens skulle kommer vi i det fortsatta resonemanget att utgå från att förbränningen bara sker i en riktning (till exempel längs x-axeln i ett koordinatsystem) och att förbränningsytan är ett plant ark (till exempel i y- och z-led). 
Flamhastigheten beror på en mängd faktorer, bland de viktigare finns temperaturen. Den ökar bland annat beroende på att reaktionshastigheten ökar vid högre temperaturen i enlighet med Arrhenius ekvation. För ökat tryck minskar däremot flamhastigheten. Vanligtvis har en blandning som är något på den rika sidan, d.v.s. har en större andel bränsle än en stökiometrisk blandning den högsta flamhastigheten.